# بئر عرش
بئر عرش (به عربی: بئر العرش) یک شهرداری در الجزایر است که در استان سطیف واقع شده‌است.